# Kreisteilungsmaschine

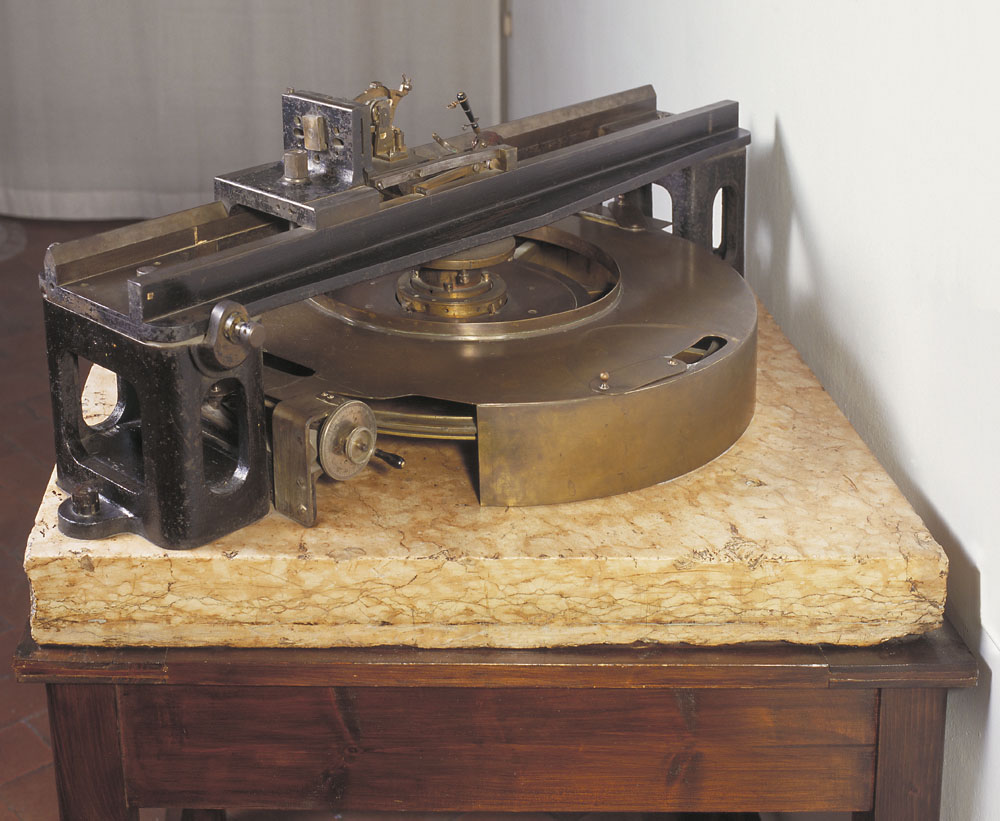
Kreisteilungsmaschine (Florenz, erste Hälfte des 19. Jahrhunderts)

Als Kreisteilungsmaschine oder Kreisteilmaschine wird eine opto-mechanische Vorrichtung bzw. Werkzeugmaschine bezeichnet, die zur Herstellung genauer Teilkreise dient. Solche Teilkreise sind Bestandteile verschiedener Messinstrumente und müssen daher präzise gefertigt und gut abzulesen sein.
Kreisteilungsmaschinen haben – analog zu Längenteilmaschinen – die Aufgabe, den wichtigsten Bauteil eines Messinstruments mit einer genauen Strichteilung (Messmarken) zu versehen. Dazu wird der Kreis (bzw. Stab) periodisch um eine festgelegte Schrittweite bewegt, worauf ein feststehendes Reißerwerk oder eine fotomechanische Apparatur einen Strich von bestimmter Länge ausführt.

## Erforderliche Präzision der Teilkreise
Eine besonders hohe Genauigkeit ist für astronomische und geodätische Instrumente erforderlich, beispielsweise Teleskope auf Sternwarten, Universalinstrumente oder Theodolite. Diese Geräte haben zwei aufeinander senkrechte Teilkreise aus Glas oder Edelmetall, deren Winkelstellung
durch spezielle Mikroskope mit Genauigkeiten von mindestens 1" (0,0003°) abgelesen wird. Diese Winkelmessung hängt wesentlich von der Präzision der Teilstriche auf den Teilkreisen ab. Bei Präzisionstheodoliten haben die Glaskreise Radien von etwa 40 mm. Jeder einzelne Teilstrich muss daher auf 0,0001 mm genau auf dem Teilkreis aufgebracht werden.

## Arbeitsprinzip
Die im 20. Jahrhundert entwickelten Kreisteilungsmaschinen haben einen besonders genau geteilten, erschütterungsfrei aufgestellten Basiskreis (Mutterkreis) von bis zu 1 Meter Durchmesser. Zentrisch auf ihm werden die zu teilenden Metall- oder Glaskreise montiert und die Teilstriche radial in definierten Schrittweiten geritzt oder fotomechanisch hergestellt. Die Kreisdrehung erfolgte früher mittels endloser Feinbewegung (Schneckenrad) und Ablesemikroskop und wurde in den 1960er Jahren durch optisch-elektronische Messmethoden automatisiert.
Nach der Kreisteilungs- muss noch die Kreisbezifferungsmaschine in Aktion treten, deren Arbeitsgänge aber heute integriert werden können. Bei einem opto-mechanischen oder elektronischen Sekundentheodolit mit bis zu 20.000 Teilstrichen liegt die Strichstärke bei 0,006 mm und die Ziffernhöhe der Beschriftung bei 0,1 mm.

## Geschichtliches
Gute Teilkreise gab es schon im Spätmittelalter für die noch freiäugigen Messinstrumente wie Quadranten, Oktanten und Sextanten, doch wurden sie erst ab dem 18. Jahrhundert maschinell (und damit präziser) hergestellt. Die Gradteilung wurde von einer runden, um eine vertikale Achse drehbaren Teilscheibe auf den herzustellenden Teilkreis übertragen. Die Basis-Teilscheibe war am Rand in Grade und Bruchteile (5 oder 10 Bogenminuten) unterteilt, und über ihr saß das radial verschiebbare Reißwerk. Der zu teilende Metallkreis wurde zentrisch auf der Achse der Teilscheibe direkt unter dem Reißer eingespannt und mit der Teilscheibe von einem Teilstrich zum nächsten gedreht. Dieses Einstellen erfolgte zunächst manuell, später mit Lupen. Michel Ferdinand d’Albert d’Ailly, Duc de Chaulnes veröffentlichte 1768 eine neue Methode zur Kreisteilung, die internationale Beachtung fand, auch wenn sie in der Praxis selten angewendet wurde. Um 1770 entwickelte Jesse Ramsden (1735–1800) eine mechanische Methode mit einer endlosen Schraube, die in ein an der Teilscheibe sitzendes Schraubenrad eingriff und für die jeweils exakte Schrittweite sorgte.
Ab etwa 1800 verfeinerte man die Einstellung durch Ablesemikroskope, wie sie damals am präzisesten die optisch-feinmechanische Werkstatt von Reichenbach auch für die Theodolite herstellte. Dessen Teilungsmaschine von 1802 trug wesentlich zum Status Bayerns in Geodäsie und Instrumentenbau bei. Einige Jahre danach bauten auch Johann Georg Repsold und andere ihre eigenen Teilmaschinen.